# Sing (chanson de Travis)
Pour les articles homonymes, voir Sing.
 (décembre 2016).
Le contenu est difficilement compréhensible vu les erreurs de traduction, qui sont peut-être dues à l'utilisation d'un logiciel de traduction automatique.
Singles de Travis
Coming Around
(2000) Side
(2001)
Sing est un single du groupe de rock Travis, premier extrait de leur troisième album studio, The Invisible Band. Il est sorti au Royaume-Uni le 28 mai 2001, à la suite d'une campagne de promotion de cinq semaines. La chanson a atteint la troisième position au UK Singles Chart. Sing a été un succès international, atteignant le top 10 dans plusieurs pays d'Europe et d'Amérique latine. La chanson peut être entendue dans la série américaine The Office à diverses occasions comme étant le titre officieux de Jim Halpert et Pam Beesly. La chanson est connue pour son utilisation du banjo (joué par Andy Dunlop), un instrument rarement utilisé dans la pop.

## Clip vidéo
Le clip raconte la venue du groupe pour un dîner organisé dans le cadre d'une visite d'une grande maison de campagne. Au fur et à mesure, les convives vont se livrer à  une bataille de nourriture. La vidéo a été diffusée la première fois le 20 avril 2001, dans l'émission Top of the Pops. Lorsque le single atteignit la troisième place du classement, le groupe fut invité à Top of the Pops, où ils firent de nouveau une bataille de nourriture pour une performance live. Cette performance est parfois utilisée à la place de la vidéo principale.

## B-Sides
Le seul B-sides inclut une couverture de Queen's Killer Queen, avec en guest le chanteur Jason Falkner (ancien membre du groupe Jellyfish), et le guitariste Andy Dunlop sur l'écriture et au chant au début de la chanson You Don't Know What I'm Like.

## Reprises
Glen Campbell a enregistré la chanson en 2008 sur son album Meet Glen Campbell.

## Liste des pistes
- CD single au Royaume-Uni

1. Sing – 3:48
2. Ring Out the Bell – 3:44
3. Killer Queen – 4:03

- CD single au Royaume-Uni 2

1. Sing – 3:48
2. You Don't Know What I'm Like – 4:11
3. Beautiful – 3:45

- 7" vinyle / cassette unique

1. Sing – 3:48
2. Killer Queen – 4:03

- Union Européenne

1. Sing – 3:48
2. Ring Out the Bell – 3:44

## Classements
| Classement (2001–2002)                  | Meilleure position |
| --------------------------------------- | ------------------ |
| Allemagne (Media Control AG)            | 51                 |
| Australie (ARIA)                        | 41                 |
| Autriche (Ö3 Austria Top 40)            | 31                 |
| Belgique (Flandre Ultratop 50 Singles)  | 8                  |
| Belgique (Wallonie Ultratop 50 Singles) | 22                 |
| États-Unis (Alternative Songs)          | 37                 |
| France (SNEP)                           | 2                  |
| Irlande (IRMA)                          | 7                  |
| Italie (FIMI)                           | 8                  |
| Nouvelle-Zélande (RMNZ)                 | 8                  |
| Norvège (VG-lista)                      | 4                  |
| Pays-Bas (Nederlandse Top 40)           | 81                 |
| Royaume-Uni (UK Singles Chart)          | 3                  |
| Suède (Sverigetopplistan)               | 43                 |
| Suisse (Schweizer Hitparade)            | 34                 |